# Veľká Ves nad Ipľom
Veľká Ves nad Ipľom (hongrois : Ipolynagyfalu) est un village de Slovaquie situé dans la région de Banská Bystrica.

## Histoire
La première mention écrite du village date de 1252.
La localité fut annexée par la Hongrie après le premier arbitrage de Vienne le 2 novembre 1938. En 1938, on comptait 467 habitants. Elle faisait partie du district de Šahy (hongrois : Ipolysági járás). Le nom de la localité avant la Seconde Guerre mondiale était Veľká Ves nad Ipľom/Nagyfalu. Durant la période 1938 - 1945, le nom hongrois Ipolynagyfalu était d'usage. À la libération, la commune a été réintégrée dans la Tchécoslovaquie reconstituée.

## Démographie

### Évolution de la population
| Année:               | 1994. | 2004.   | 2014.   | 2024.   |
| -------------------- | ----- | ------- | ------- | ------- |
| Nombre de personnes: | 405   | 423     | 402     | 433     |
| Différence:          |       | +4,44 % | -4,96 % | +7,71 % |

| Année:               | 2023. | 2024.   |
| -------------------- | ----- | ------- |
| Nombre de personnes: | 435   | 433     |
| Différence:          |       | -0,45 % |